# Sławomir Kaszuba
Sławomir Kaszuba (ur. 30 stycznia 1979) – polski zapaśnik w stylu klasycznym, rugbysta oraz przedsiębiorca. Prawy filar młyna w zespole Lechii Gdańsk. Dziewięciokrotny medalista Mistrzostw Polski seniorów w rugby.

## Zapasy
Sławomir Kaszuba jako junior uprawiał zapasy w stylu klasycznym. Jego pierwszym trenerem był wujek Andrzej Biryło, następnie był podopiecznym Zbigniewa Ciska w klubie GTS Straszyn. Osiągnął następujące sukcesy:
- II  miejsce w kat. 95 kg w Międzynarodowych Mistrzostwach Polski Kadetów – Zamość 1995
- V miejsce w kat. 95 kg w Ogólnopolskiej Olimpiadzie Młodzieży – Wrocław 1995
- III miejsce w kat. 83 kg w Mistrzostwach Polski Kadetów – Gorlice 1995
- III miejsce w kat. 115 kg w Ogólnopolskiej Olimpiadzie Młodzieży – Gdańsk 1997.

## Rugby

### Kariera zawodnicza

#### Czarni Pruszcz Gdański
Pierwszym klubem rugby była tworząca się drużyna RC Lotnik Pruszcz Gdański. Po zawieszeniu działalności tego zespołu Kaszuba trafił do Lechii Gdańsk.

#### Lechia Gdańsk
Sławomir Kaszuba występuje na pozycji prawego filara młyna w gdańskiej Lechii. Wraz z tym zespołem zdobył:
- 7 złotych medali Mistrzostw Polski seniorów,
- 1 brązowy medal MP seniorów,
- 1 srebrny medal MP seniorów,
- 7 razy Puchar Polski.

### Kariera trenerska
Kaszuba miał krótki epizod trenerski w klubie Czarni Pruszcz Gdański.

## Rodzina i działalność pozasportowa
Sławomir Kaszuba jest żonaty z Joanną oraz ma syna Sebastiana. Jest również przedsiębiorcą prowadzącym firmę..